# Promachocrinus
Promachocrinus (лат.) — род морских лилий из семейства Antedonidae (Comatulida, Crinoidea). Антарктика.

## Описание
Долгое время род, описанный в 1879 году, считался монотипическим, так как включал единственный вид Promachocrinus kerguelensis. Однако, новые находки и молекулярные исследования, проведённые в 2023 году, увеличили число видов до пяти. Известные как холодноводные криноиды, представители рода Promachocrinus обычно встречаются в морях вокруг Антарктиды и близлежащих островных групп, в том числе под морским льдом.

## Классификация
Известно 5 видов.
- Promachocrinus fragarius Emily L. McLaughlin, Nerida G. Wilson and Greg W. Rouse. 2023
- Promachocrinus kerguelensis Carpenter, 1879[5][6][7][8]
  - =Promachocrinus vanhoeffenianus Minckert, 1905[9]
  - =Promachocrinus joubini Vaney, 1910[10]
- Promachocrinus unruhi Emily L. McLaughlin, Nerida G. Wilson and Greg W. Rouse. 2023
- Promachocrinus uskglassi Emily L. McLaughlin, Nerida G. Wilson and Greg W. Rouse. 2023
- Promachocrinus wattsorum Emily L. McLaughlin, Nerida G. Wilson and Greg W. Rouse. 2023